# Mediapart
Mediapart ist eine französische Internet-Zeitung, die 2008 gemeinsam gegründet wurde von: François Bonnet (1995–2006 leitender Redakteur bei Le Monde), Gérard Desportes (früher u. a. Chefredakteur der Tageszeitung Libération), Laurent Mauduit (1994–2006 leitender Redakteur bei Le Monde) und Edwy Plenel (insgesamt 25 Jahre lang Redakteur bei Le Monde, 1996–2004 in leitender Funktion). Die Webseite enthält auch Beiträge auf Englisch und Spanisch.
Mediapart ist Mitglied der European Investigative Collaboration (EIC) und der Progressiven Internationalen (PI).

## Finanzierung
Einnahmen erzielt Mediapart nur durch zahlende Abonnenten, die Website beinhaltet keinerlei Werbung, was sowohl eine gute Qualität als auch die Unabhängigkeit von Konzernen ermöglichen soll.
Um profitabel zu sein, benötigt die Zeitung laut Angaben des Mitgründers François Bonnet 50.000 Abonnenten; diese Schwelle wurde Mitte 2011 überschritten. Im November 2013 betrug die Zahl der Abonnenten 80.000, im Jahr 2016 waren es 130.000, Ende 2019 rund 170.000. In einem Interview anlässlich des zehnjährigen Bestehens von Mediapart erklärte Mitgründer Edwy Plenel im März 2018:

„Ich hatte zehn Jahre lang Schulden, um dieses Medienunternehmen aufzubauen, und habe erst im Dezember 2017 mein letztes Darlehen zurückgezahlt! Heute steht Mediapart für 140.000 zahlende Abonnenten, 4.700.000 Einzelbesucher pro Monat, 85 Mitarbeiter, 13,7 Millionen Euro Umsatz im Jahr 2017 und sieben gewinnbringende Jahre. Der Schlüssel zu unserem Erfolg ist Vertrauen. Unsere Abonnenten – wir nennen sie nicht ‚Leser’ oder ‚Nutzer’ – vertrauen uns selbst dann, wenn wir ihre Gewissheiten erschüttern.“

Im März 2014 gab Edwy Plenel bekannt, dass die Zeitung ab 2015 in die Trägerschaft einer gemeinnützigen Gesellschaft (société à but non lucratif) überführt werden solle. Inzwischen halten die Mitarbeiter und Gründer 44 % des Kapitals, die Gesellschaft der Freunde von Mediapart (Société des amis de Mediapart) 16,8 %, die Gesellschaft Doxa 31,8 % und der Fonds Ecofinace 6,3 %. Im Frühjahr 2017 wurde der Wert von Mediapart auf 11 Millionen Euro taxiert. Nach Angaben aus dem Jahr 2019 erwirtschaftet die Zeitung 13,8 Millionen Euro Einnahmen und einen Reingewinn von zwei Millionen Euro.
Nach dem Erlösmodell von Mediapart bezahlen die Nutzer zwischen fünf und neun Euro im Monat und erhalten dafür Zugang zu drei aktuellen Online-Ausgaben täglich sowie dem gesamten Archiv. Sie haben die Wahl zwischen zwei Bereichen: „Le Journal“ ist das redaktionelle Angebot der Journalisten, die nicht zuletzt investigativen Journalismus bieten wollen. Demgegenüber werden die Inhalte von „Le Club“ hauptsächlich von den Usern gestaltet und können ohne Abonnement gelesen werden; zum Verfassen von Beiträgen und Kommentaren muss man jedoch zahlendes Mitglied sein. Durch das Nebeneinander von redaktionellen Berichten, Blogs und Kommentaren sollen sich die verschiedenen Angebote ergänzen.

## Aufdeckung von Skandalen
Weit über Frankreich hinaus wurde die Zeitung im Frühjahr 2010 bekannt, als sie Informationen publik machte, aus denen sich der Verdacht ergab, der Präsidentschaftswahlkampf 2007 von Nicolas Sarkozy sei möglicherweise auch durch illegale Spenden aus dem Vermögen der L’Oréal-Erbin Liliane Bettencourt finanziert worden.
Im Oktober 2010 wurden mehreren Journalisten und Redaktionen, die sich mit der Bettencourt-Affäre intensiv befasst hatten, in einer Einbruchserie gezielt Notebooks und CDs entwendet. Neben Le Monde und Le Point war auch Mediapart davon betroffen. Anschließend schrieben Mediapart und die satirische Zeitschrift Le Canard enchaîné, Staatspräsident Sarkozy lasse Journalisten abhören, die an der Aufklärung der Bettencourt-Affäre arbeiten. Der Generalsekretär des Elysée-Palastes Claude Guéant und der Chef des französischen Inlandsgeheimdienstes Bernard Squarcini kündigten daraufhin an, gegen Mediapart Anzeige wegen Verleumdung zu erstatten; Anfang 2011 wurde gemeldet, der Prozess solle im Oktober 2011 stattfinden. Guéant, der unterdessen zum französischen Innenminister avanciert war, zog in der Sommerpause 2011 seine Klage „kommentarlos“ zurück.
Im Frühjahr 2013 war Mediapart maßgeblich an der Aufdeckung der Cahuzac-Affäre beteiligt. Der am 19. März 2013 entlassene französische Haushaltsminister Jérôme Cahuzac hatte am französischen Fiskus vorbei hohe Geldbeträge im Ausland angelegt. Laut Mediapart-Chefredakteur Edwy Plenel löste diese Affäre „ein demokratisches Erdbeben“ aus, dessen Folgen nicht absehbar seien: „Nur weil eine kleine, unabhängige Redaktion wie Mediapart vier Monate lang stur blieb, ist diese Geschichte ans Licht gekommen und die Mauer der Lügen durchbrochen. Das ist nicht normal.“
Ende Juni 2015 veröffentlichte Mediapart – zeitgleich mit der Tageszeitung Libération – WikiLeaks-Dokumente, aus denen hervorging, dass französische Unternehmen, aber auch die früheren Finanzminister Pierre Moscovici und François Baroin, vom US-amerikanischen Geheimdienst NSA ausspioniert worden sein sollen.
Als im März 2018 gemeldet wurde, der ehemalige französische Staatspräsident Nicolas Sarkozy werde in der so genannten Libyen-Affäre (angebliche Spenden des früheren libyschen Machthabers Muammar al-Gaddafi zur Finanzierung von Sarkozys Wahlkampf 2007) verhört, wurde daran erinnert, Mediapart habe entsprechende Vorwürfe bereits während des Präsidentschaftswahlkampfes 2012 veröffentlicht, nachdem es Unterlagen eines franko-libanesischen Geschäftsmannes ausgewertet hatte.

## Kritik an Position von Mediapart zu islamistischen Terror
Nach dem Mord an dem Lehrer Samuel Paty am 16. Oktober 2020 wurde Mediapart beschuldigt, den gewaltbereiten Islamismus in Frankreich verharmlost zu haben.
Es entbrannte eine Auseinandersetzung zwischen Mediapart und Macrons Innenminister Gérald Darmanin von der Partei Renaissance. Darmanin warf dabei Mediapart u. a. vor, nie über die in Frankreich stark beachtete „Affäre Mila“ berichtet zu haben; die Jugendliche Mila hatte sich im Januar 2020 auf Instagram abfällig über den Islam geäußert, erhielt daraufhin Mord- und Vergewaltigungsdrohungen und musste unter Polizeischutz gestellt werden. Zudem klagte Darmanin gegen einen von der Internet-Zeitung beherbergten Meinungsblog wegen Verleumdung der Polizei, nachdem in einem anonymen, nicht-redaktionellen Nutzereintrag die Erschießung des Attentäters Ansorow als Beispiel für die „barbarische Gewalt“ der Polizei bezeichnet worden war.
Bereits im November 2017 hatte Laurent Sourisseau – genannt Riss –, Chefredakteur von Charlie Hebdo und ein Überlebender des Anschlags vom 7. Januar 2015 auf die Satirezeitschrift, den Chefredakteur von Mediapart, Edwy Plenel, beschuldigt, dass er Charlie Hebdo ein zweites Mal zum Tode verurteile; Plenel habe der Satirezeitschrift vorgeworfen, sie nehme an einem Feldzug gegen die Muslime teil. Der Journalist Fabrice Nicolino, ebenfalls Überlebender des Terroranschlags auf Charlie Hebdo, warf Plenel im September 2020 vor, „als Erklärungen verkleidete Argumente“ geliefert zu haben, „um Gewalt und Terror zu rechtfertigen“.

## Marokkanische Spionage gegen Mediapart
Im Rahmen des Pegasus-Projektes stellte sich heraus, dass Edwy Penel, der Gründer von „Mediapart“ durch die Miet-Software Pegasus ausgespäht wurde. Die Analyse der Daten und weitere Recherchen sprachen laut dem Rechercheverbund des Projektes dafür, dass die Überwachungen von Penels Mobiltelefon durch Stellen in Marokko bei der NSO Group Technologies veranlasst wurde.